# Campionato Production Car
Il Campionato Production Car (meglio noto come ProCar), era il nome di due distinte serie automobilistiche:
- Una prima serie, monomarca, organizzata dalla BMW, che prese vita nel biennio 1979-1980.
- Una seconda serie, un Campionato Mondiale, progettato dalla FIA nel 1987, ma che non fu mai organizzato per il disinteresse dei costruttori che avrebbero dovuto prendere parte ad essa (con la sola eccezione dell'Alfa Romeo, che realizzò l'unica vettura espressamente destinata a questo campionato: l'Alfa Romeo 164 ProCar).

## Il monomarca BMW
Il monomarca, il cui nome ufficiale era BMW M1 ProCar Championship, venne ideato dall'ex pilota automobilistico tedesco, e fondatore del reparto corse BMW, Jochen Neerpasch.
Prendevano parte a questa competizione, piloti di Formula 1, del Campionato Mondiale Sport-Prototipi e del Campionato Europeo Turismo, che si sfidavano l'un l'altro con vetture identiche ossia delle BMW M1 modificate per le corse, dalle varie scuderie.

### Origini
Jochen Neerpasch propose alla BMW la realizzazione di un campionato monomarca, e la casa dell'elica accolse l'idea, ampliando però le sue vedute.
Decise di realizzare la M1, una vettura sportiva ad altissime prestazioni, progettata ad hoc per il campionato monomarca, tuttavia costruire un solo modello per il solo campionato monomarca, non era economicamente redditizio, perciò i vertici della casa bavarese pensarono di impiegarla anche nel Campionato Mondiale Sport-Prototipi nel 1979.
L'idea era quella di omologare la vettura nel Gruppo 5, ma nel 1977 la FISA modificò le specifiche che avrebbero dovuto possedere le auto di quella categoria.
La regola prevedeva che prima venissero prodotti 400 esemplari per poter prendere parte al Gruppo 4, e solo successivamente la macchina sarebbe potuta essere omologata per il Gruppo 5.
Per velocizzare il processo, Neerpasch pensò di realizzare il campionato monomarca con l'M1 Gruppo 4 coinvolgendo piloti di alto calibro, in modo da suscitare interesse attorno l'M1, consentendo di venderne parecchi esemplari e nel tempo stesso permettere alla BMW di continuare a sviluppare la versione del Gruppo 5, così da poter prendere parte al Mondiale Sport-Prototipi entro i tempi prestabiliti.
Neerpasch iniziò a prendere accordi con Max Mosley, che al tempo non era presidente della FIA, ma tra i vertici della scuderia March, con cui la BMW collaborava nel Campionato Europeo di Formula 2.
Al tempo stesso Mosley, faceva parte della FOCA (il consorzio dei costruttori di Formula 1), e sfruttò questa sua posizione per far leva sugli interessi delle altre squadre, affinché partecipassero al campionato ProCar e dessero il nulla osta ai loro piloti.
I piani di Neerpasch ebbero buon seguito, e la BMW mise in piedi (col consenso della FISA), la cosiddetta Associazione ProCar (The ProCar Association) che si occupava dell'organizzazione dell'evento.

### Formato

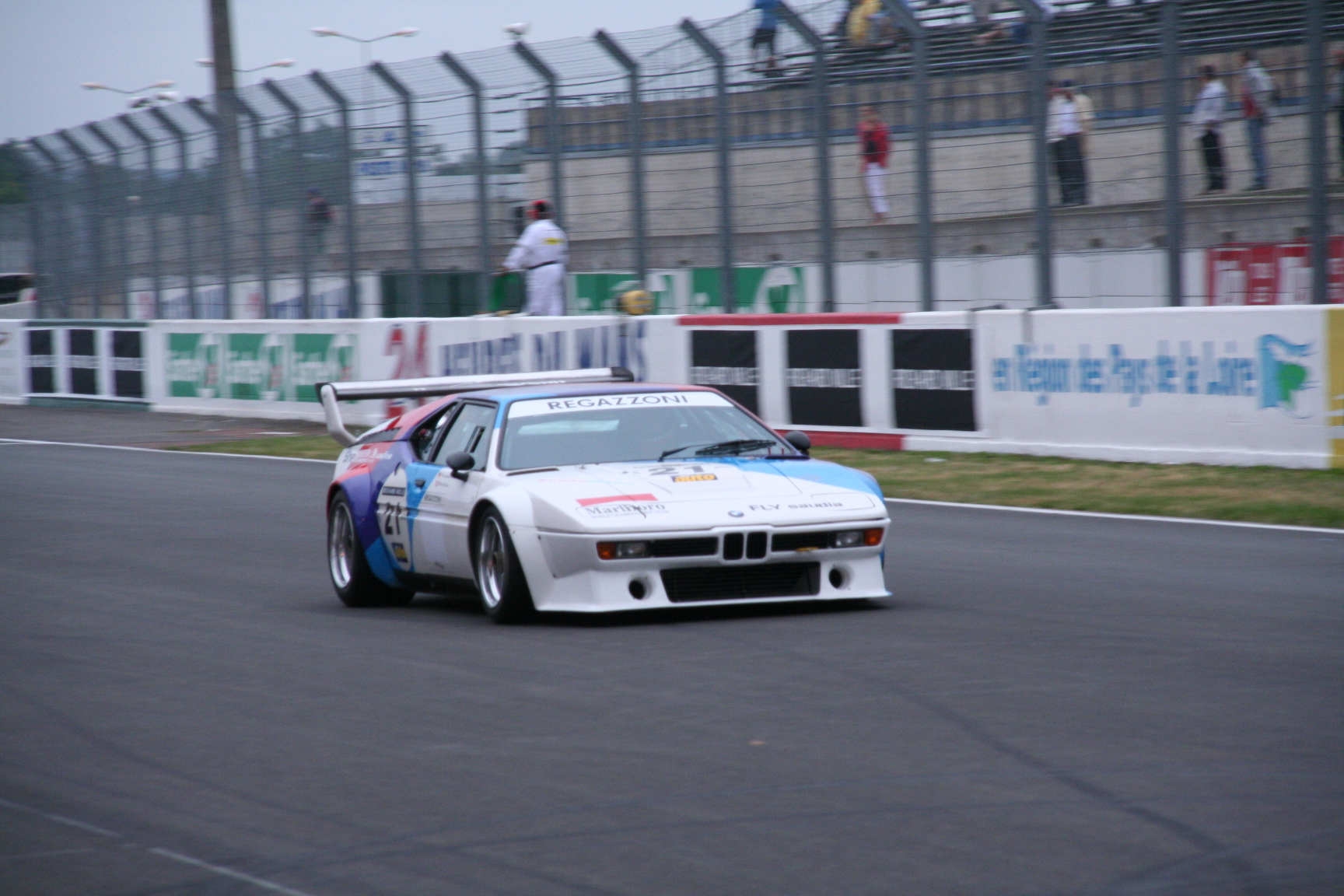
L'M1 ProCar guidata Clay Regazzoni

Nel 1978 in concomitanza con la presentazione della versione stradale della BMW M1, venne annunciato che nel 1979 si sarebbe disputato il Campionato ProCar, ed inoltre vennero elencate le regole.
Le gare dovevano essere disputate soltanto in Europa, ed in concomitanza con i Gran Premi di Formula 1, ossia nelle stesse piste.
Il venerdì oltre alle prove libere dei Gran Premi, si disputavano le prove libere e le prove ufficiali del Campionato ProCar, mentre il sabato dopo le prove ufficiali dei Gran Premi, veniva disputata la gara del Campionato ProCar.
La durata delle corse era di circa mezz'ora.
I primi tre classificati di ogni gara ricevevano dei premi in denaro, rispettivamente di $ 5000 per il primo classificato, $ 3000 per il secondo e $ 1000 per il terzo.
I cinque più veloci piloti di Formula 1, durante la sessione di prove libere, avevano diritto a guidare le cinque BMW M1 messe in pista direttamente dalla casa madre, e al tempo stesso di partire ai primi cinque posti della gara.
Tuttavia non tutti i piloti di Formula 1 corsero in questa serie.
Ciò dipese dal fatto che il Campionato ProCar, si correva con vetture che montavano gomme Goodyear, e le scuderie di Formula 1 che utilizzavano pneumatici differenti non consentirono ai propri piloti di partecipare alla serie.
Soprattutto Ferrari e Renault, fecero rispettare ai loro piloti questa regola, perché oltre ai contratti con la Michelin, vi erano dei conflitti di interessi dovuti al fatto che Ferrari e Renault, diversamente dalle altre scuderie, vendevano vetture di serie come faceva la BMW, e non volevano veder oscurata la propria immagine.
Il sistema di punteggio prevedeva l'assegnazione di punti ad ogni pilota partecipante, ed erano così ripartiti, ossia 20 al vincitore della gara, poi 15 al secondo, 12 al terzo, 10 al quarto, poi 8, 6, 4, 3, 2 ed 1 punto ai restanti piloti.
Ogni pilota sommava i punti ottenuti nelle varie gare, e il vincitore del campionato, si assicurava come premio una BMW M1 stradale.
La BMW diede un appalto a due squadre di Formula 1 e una squadra di Formula 2, per realizzare le M1 ProCar.
I cinque esemplari che correvano per la casa madre vennero costruiti dalla BS Fabrications, mentre gli altri dalla Project Four e dalla Osella.
L'auto montava il motore BMW M88/1, che con sei cilindri in linea e 3500 cm³ sviluppava 470 cavalli a 9000 giri al minuto.
La macchina raggiungeva i 311 km/h ed accelerava da 0–100 km/h in 4.3 secondi, il suo prezzo era di circa $120.000

### Le due stagioni
In realtà il campionato è stato disputato solo per due anni, cioè nel 1979 e nel 1980, poiché successivamente la BMW decise di concentrare i suoi sforzi nel Campionato mondiale di Formula 1, che vinse nel 1983 (titolo piloti di Nelson Piquet), come fornitrice di motori della Brabham, una scuderia che anni dopo, fu fondamentale per il sostentamento della serie ProCar, la quale però non vide mai più la luce.

#### 1979
Il campionato 1979 si disputò tra maggio e settembre, e comprese nove gare, anche se una non si corse in concomitanza con un Gran Premio di Formula 1, bensì in occasione di una gara in onore di Gunnar Nilsson, pilota svedese scomparso l'anno prima.
La gara inaugurale si disputò sul circuito di Zolder e fu vinta da Elio De Angelis, alla guida di una vettura preparata dall'Osella.
Niki Lauda fu il pilota più vincente, poiché ottenne tre successi contro i due di Nelson Piquet, Hans-Joachim Stuck e l'unica vittoria di De Angelis e Jacques Laffite.
In questo modo il pilota austriaco ottenne il titolo.
Disputò la prima gara con una vettura della casa madre, mentre le altre con macchine della Project Four.

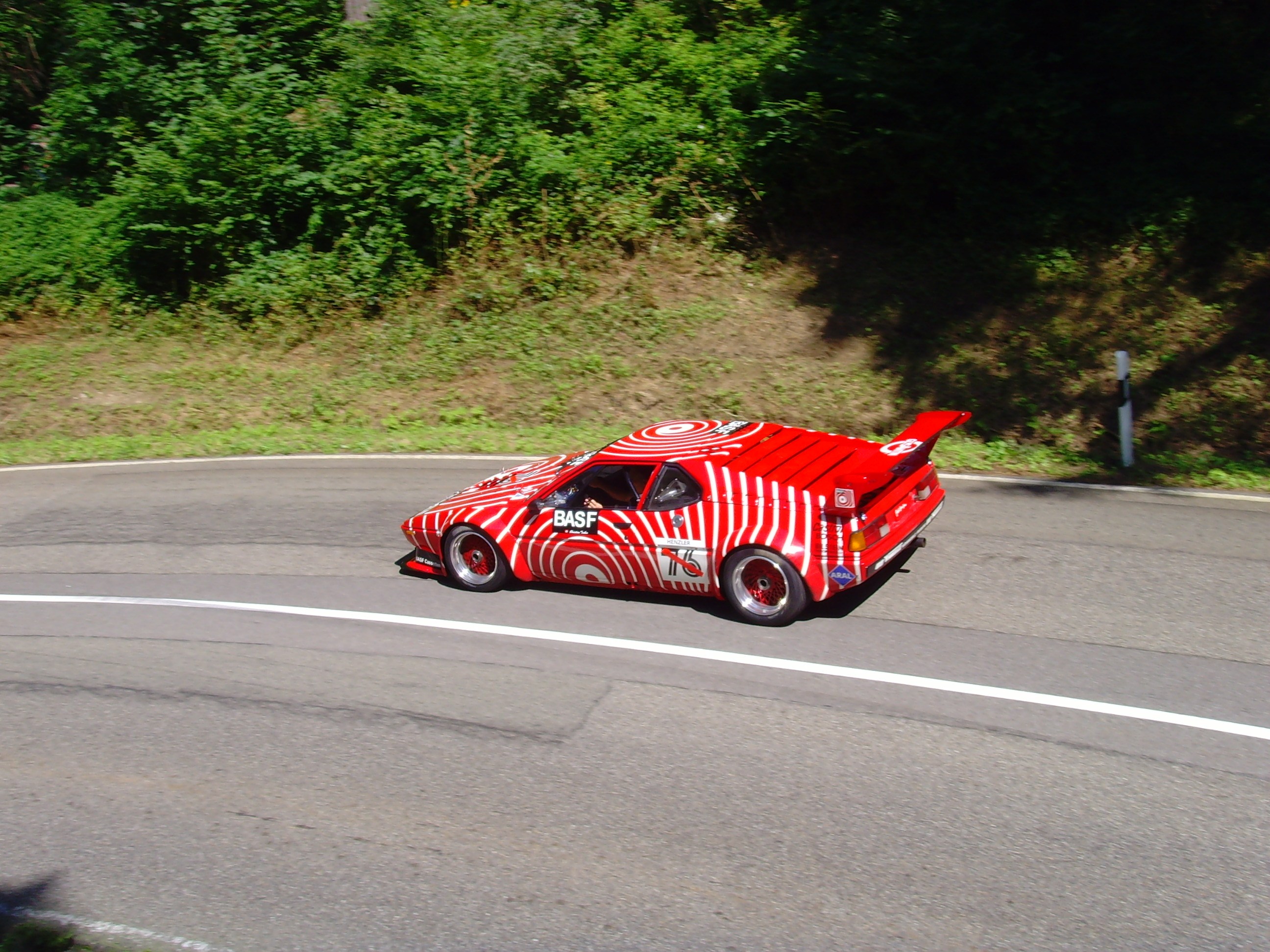
L'M1 ProCar utilizzata nel 1980 dal team GS Tuning

Cronologia del Campionato 1979
| Round | Data        | Evento                         | Circuito                     | Pilota Vincitore   | Scuderia Vincitrice |
| ----- | ----------- | ------------------------------ | ---------------------------- | ------------------ | ------------------- |
| 1     | 12 maggio   | Gran Premio del Belgio         | Circuito di Zolder           | Elio De Angelis    | Osella Corse        |
| 2     | 26 maggio   | Gran Premio di Monaco          | Circuito di Monaco           | Niki Lauda         | Project Four        |
| -     | 3 giugno    | Gunnar Nilsson Memorial Trophy | Donington Park               | Nelson Piquet      | BMW M               |
| 3     | 30 giugno   | Gran Premio di Francia         | Circuito di Digione          | Nelson Piquet      | BMW M               |
| 4     | 13 luglio   | Gran Premio di Gran Bretagna   | Circuito di Silverstone      | Niki Lauda         | Project Four        |
| 5     | 28 luglio   | Gran Premio di Germania        | Hockenheimring               | Niki Lauda         | Project Four        |
| 6     | 11 agosto   | Gran Premio d'Austria          | Österreichring               | Jacques Laffite    | BMW M               |
| 7     | 25 agosto   | Gran Premio d'Olanda           | Circuito di Zandvoort        | Hans-Joachim Stuck | Cassani Racing      |
| 8     | 8 settembre | Gran Premio d'Italia           | Autodromo nazionale di Monza | Hans-Joachim Stuck | Cassani Racing      |

Classifica del Campionato 1979
| Pos. | Pilota             | Scuderia             | Punti |
| ---- | ------------------ | -------------------- | ----- |
| 1    | Niki Lauda         | BMW M / Project Four | 78    |
| 2    | Hans-Joachim Stuck | Cassani Racing       | 73    |
| 3    | Clay Regazzoni     | BMW M                | 61    |
| 4    | Markus Höttinger   | GS Tuning            | 45    |
| 5    | Toine Hezemans     | Alimpo Sport         | 44    |
| 6=   | Nelson Piquet      | BMW M                | 35    |
| 6=   | Jacques Laffite    | BMW M                | 35    |
| 8    | Didier Pironi      | BMW M                | 34    |
| 9    | Helmut Kelleners   | Eggenberger Racing   | 33    |
| 10   | Alan Jones         | BMW M                | 26    |

#### 1980
Nel 1980 il campionato si espanse, poiché dei nove eventi solo sei erano in concomitanza con le gare di Formula 1.
Oltre alla gara di Donington infatti, erano presenti quelle disputatesi all'Avus e a Norisring, che facevano parte del Campionato Tedesco Turismo.
Diversamente dal '79, le cinque vetture della casa madre vennero assegnate a priori a dei piloti, questi erano Alan Jones, Jacques Laffite, Nelson Piquet, Didier Pironi e Carlos Reutemann.
Il campionato cominciò in aprile e si concluse a settembre.
Nelson Piquet si aggiudicò le ultime tre gare, vincendo più eventi di tutti.
Gli altri piloti, eccezion fatta per Hans-Joachim Stuck non furono in grado di vincere più di una corsa a testa.
In questo modo Piquet ottenne il titolo.
Cronologia del Campionato 1980
| Round | Data         | Evento                       | Circuito                 | Pilota Vincitore   | Scuderia Vincitrice |
| ----- | ------------ | ---------------------------- | ------------------------ | ------------------ | ------------------- |
| 1     | 26 aprile    | Stand-alone event            | Donington Park           | Jan Lammers        | BMW Holland         |
| 2     | 11 maggio    | Avusrennen                   | AVUS                     | Manfred Schurti    | Cassani Racing      |
| 3     | 17 maggio    | Gran Premio di Monaco        | Circuito di Monaco       | Hans-Joachim Stuck | Project Four        |
| 4     | 22 giugno    | 200 Miglia di Norisring      | Norisring                | Hans-Joachim Stuck | Project Four        |
| 5     | 12 luglio    | Gran Premio di Gran Bretagna | Circuito di Brands Hatch | Carlos Reutemann   | BMW M               |
| 6     | 9 agosto     | Gran Premio di Germania      | Hockenheimring           | Didier Pironi      | BMW M               |
| 7     | 16 agosto    | Gran Premio d'Austria        | Österreichring           | Nelson Piquet      | BMW M               |
| 8     | 31 agosto    | Gran Premio d'Olanda         | Circuito di Zandvoort    | Nelson Piquet      | BMW M               |
| 9     | 13 settembre | Gran Premio d'Italia         | Autodromo Dino Ferrari   | Nelson Piquet      | BMW M               |

Classifica Campionato 1980
| Pos. | Pilota             | Scuderia       | Punti |
| ---- | ------------------ | -------------- | ----- |
| 1    | Nelson Piquet      | BMW M          | 90    |
| 2    | Alan Jones         | BMW M          | 77    |
| 3    | Hans-Joachim Stuck | Project Four   | 71    |
| 4    | Jan Lammers        | BMW Holland    | 69    |
| 5    | Carlos Reutemann   | BMW M          | 64    |
| 6    | Manfred Schurti    | Cassani Racing | 48    |
| 7    | Hans Heyer         | GS Tuning      | 41    |
| 8=   | Jacques Laffite    | BMW M          | 37    |
| 8=   | Marc Surer         | Sauber         | 37    |
| 10   | Didier Pironi      | BMW M          | 34    |

### Dopo il 1980
All'inizio del campionato di Formula 1980, la BMW dichiarò di voler entrare nel mondo della Formula 1 come fornitrice di motori della scuderia Brabham.
Il team inglese era alla ricerca di nuove tecnologie, poiché si era da poco entrati nell'era dei motori turbo, e il vetusto Ford Cosworth DFV che montavano le auto di Bernie Ecclestone, iniziava a sentire il peso degli anni, così le aziende raggiunsero in breve tempo un accordo.
La BMW pronosticò di esordire nel 1982, e per rispettare i tempi, pensò di dedicare tutte le energie al nuovo M12/13, il propulsore turbo a quattro cilindri di Formula 1.
Dovette però accantonare l'evoluzione della M1 che nel frattempo aveva ottenuto l'omologazione per il Gruppo 4, ma che per via del cambio di rotta venne solo messa a disposizione delle scuderie private, anche per il "gruppo 5".
La BMW vendette le M1 ProCar a varie scuderie, che correvano nel Campionato Tedesco Turismo e nel Campionato IMSA, decidendo di non organizzare più il Campionato ProCar.

## Il Campionato FIA

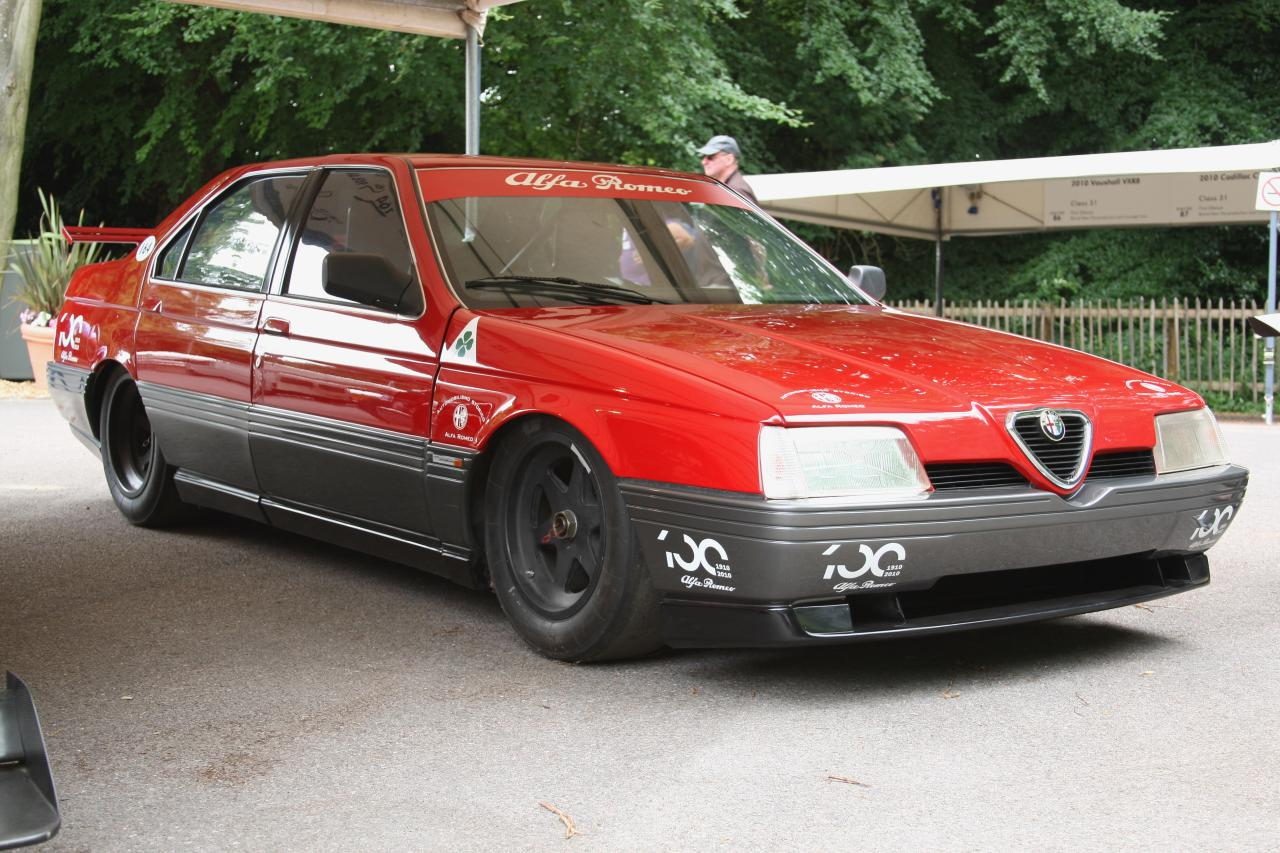
L'Alfa Romeo 164 ProCar al Goodwood Festival of Speed nel 2010

Dopo la fine del monomarca BMW l'idea di un Campionato ProCar, con vetture il cui profilo ricalcasse quello di vetture di serie ma con una meccanica molto più sofisticata, venne dimenticato per molti anni, finché nel 1988 l'Alfa Romeo realizzò un prototipo estremo, ben oltre la BMW M1, dotato di tecnologie da Formula 1, ma che ricalcava le linee di una vettura di serie.
La FIA, di comune accordo con l'azienda meneghina, stava pianificando l'organizzazione di un Campionato Mondiale ProCar in sostituzione del Campionato mondiale sportprototipi, non più monomarca, ma aperto a più costruttori. Sotto carrozzerie ispirate a modelli di serie, le vetture avrebbero impiegato motori e sospensioni da Formula 1.
L'Alfa Romeo scelse la sua auto più rappresentativa del tempo, la 164, poiché era l'ammiraglia della casa del Portello, ma il prototipo, in comune con la 164 di serie, aveva solo la forma della carrozzeria (realizzata assieme al telaio dalla Brabham con materiali ultraleggeri), perché per il resto disponeva della meccanica di una Formula 1, derivata da un progetto che l'Alfa Romeo aveva in preparazione per la partecipazione nella massima serie. Questo progetto fu utilizzato per l'opzione ProCar dopo l'acquisto della casa milanese da parte del gruppo Fiat nel 1986, perché sarebbe stato un'inutile concorrenza all'altra casa del gruppo già presente in Formula 1, la Ferrari.
Oltre all'Alfa Romeo, anche la Peugeot si dimostrò interessata a questa serie, anche perché diversamente dalla tendenza dell'epoca, la casa transalpina aveva sempre rifiutato l'impegno in Formula 1, e questo campionato poteva essere una buona vetrina.
Proprio questo motivo, però, portò i vertici della FIA a riconsiderare il progetto: con un campionato del genere, infatti, si poteva mettere in ombra il mondiale di Formula 1, che essendo la più importante espressione automobilistica mondiale non poteva permettersi uno smacco simile. Inoltre, si sarebbe rischiato di impoverire l'enorme giro d'affari legato alla massima serie.
Tuttavia, la maggior parte delle case costruttrici valutò poco conveniente il Campionato ProCar poiché, se questo poteva pur essere un campionato del mondo alternativo alla Formula 1, il fatto di utilizzare le stesse tecnologie avrebbe comportato un livello di spese paragonabile alla massima serie, senza però avere lo stesso ritorno d'immagine. Tutti questi fattori portarono la FIA a decidere di non organizzare il campionato.
Oggi, le uniche vetture di tipologia ProCar esistenti al Mondo sono le BMW M1 ProCar e l'unico esemplare dell'Alfa Romeo 164 ProCar. La seconda tuttavia, è l'unica che è stata costruita per poter correre il Campionato del Mondo, poiché come detto, l'M1 gareggiava in un monomarca.
L'auto costruita dall'Alfa Romeo disponeva di un motore V10, 3500 cm³ da 620 cavalli a 11800 giri al minuto, che la spingeva fino a 350 km/h.

## Revival BMW M1

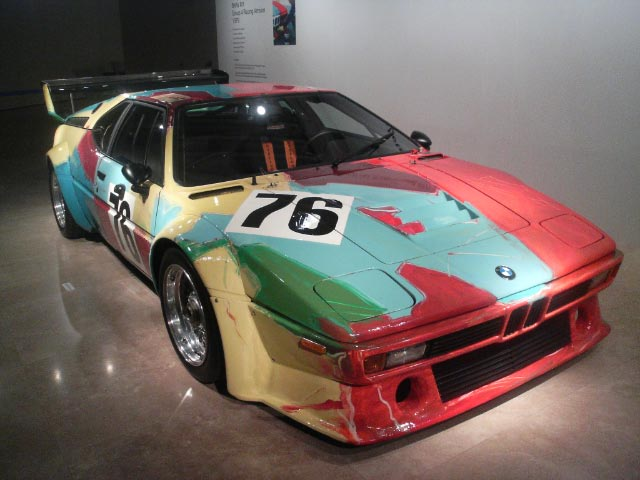
La vettura dipinta da Andy Warhol, con cui Jochen Neerpasch ha vinto la gara di revival del Campionato ProCar 2008

Il 30 giugno 2008, la BMW annunciò di voler far rivivere in occasione del Gran Premio di Germania dello stesso anno, una gara del Campionato ProCar monomarca.
Si sono svolte due manche, una il sabato del Gran Premio e l'altra la mattina della gara.
In tutto erano presenti dieci BMW M1 ProCar, guidate anche da alcuni piloti che presero parte alla competizione originale.
Tra le varie vetture era presente anche la M1 che Andy Warhol dipinse, ed è stata guidata dall'inventore del campionato Jochen Neerpasch, che si è aggiudicato la seconda gara, mentre la prima è andata a Niki Lauda.